# يوربان ماير
يوربان ماير (بالإنجليزية: Urban Meyer)‏ هو لاعب كرة قاعدة ومدرب رياضي ومؤلف أمريكي، ولد في 10 يوليو 1964 في توليدو في الولايات المتحدة.

## وصلات خارجية
- يوربان ماير على موقع إن إن دي بي (الإنجليزية)